# Quietula y-cauda
Quietula y-cauda és una espècie de peix de la família dels gòbids i de l'ordre dels perciformes.

## Morfologia
- Els mascles poden assolir 7 cm de longitud total.[6]

## Reproducció
És ovípar i els mascles protegeixen els ous.

## Hàbitat
És un peix de clima subtropical i demersal.

## Distribució geogràfica
Es troba al Pacífic oriental: des de Morro Bay (Califòrnia central, els Estats Units) fins al Golf de Califòrnia.

## Observacions
És inofensiu per als humans.